# Europacup I hockey mannen 1976
De 3de Europacup I hockey 1976 voor mannen werd gehouden in Amsterdam. Het deelnemersveld bestond uit 8 teams. Southgate HC won deze editie door in de finale Uccle Sport te verslaan.

## Uitslag poules

### Poule A
| Team              | Gespeeld | G | G | V | DV | DT | DS | Pnt |
| ----------------- | -------- | - | - | - | -- | -- | -- | --- |
| SK Slavia Praha   | 2        | 1 | 1 | 0 | 6  | 3  | +3 | 3   |
| SC 1880 Frankfurt | 2        | 1 | 0 | 1 | 3  | 5  | -2 | 2   |
| HC Bra            | 2        | 0 | 1 | 1 | 1  | 2  | -1 | 1   |

Uitslagen
- Frankfurt - Slavia 2-5
- Frankfurt - Bra 1-0
- Bra - Slavia 1-1

### Poule B
| Team                  | Gespeeld | G | G | V | DV | DT | DS | Pnt |
| --------------------- | -------- | - | - | - | -- | -- | -- | --- |
| Royal Uccle Sport THC | 2        | 2 | 0 | 0 | 6  | 1  | +5 | 4   |
| Inverleith HC         | 2        | 1 | 0 | 1 | 4  | 4  | 0  | 2   |
| FC Lyon               | 2        | 0 | 0 | 2 | 2  | 7  | -5 | 0   |

Uitslagen
- Uccle - Inverleith 3-0
- Uccle - Lyon 3-1
- Inverleith - Lyon 4-1

### Poule C
| Team         | Gespeeld | G | G | V | DV | DT | DS | Pnt |
| ------------ | -------- | - | - | - | -- | -- | -- | --- |
| Southgate HC | 2        | 2 | 0 | 0 | 5  | 3  | +2 | 4   |
| Club Egara   | 2        | 1 | 0 | 1 | 3  | 3  | 0  | 2   |
| KS Warta     | 2        | 0 | 0 | 2 | 1  | 3  | -2 | 0   |

Uitslagen
- Egara - Warta 1-0
- Egara - Southgate 2-3
- Warta - Southgate 1-2

### Poule D
| Team                   | Gespeeld | G | G | V | DV | DT | DS  | Pnt |
| ---------------------- | -------- | - | - | - | -- | -- | --- | --- |
| Rüsselsheimer RK (wns) | 2        | 2 | 1 | 0 | 7  | 1  | +6  | 3   |
| Amsterdam H&BC         | 2        | 1 | 1 | 0 | 7  | 1  | +6  | 3   |
| Cardiff HC             | 2        | 0 | 0 | 2 | 0  | 12 | -12 | 0   |

Uitslagen
- Amsterdam - Rüsselsheim 1-1 (Rüsselsheimer wint na strafballen)
- Amsterdam - Cardiff 6-0
- Rüsselsheim - Cardiff 6-0

## Kruisfinales

### Groepswinnaars
- Slavia - Southgate 0-1
- Uccle - Rüsselsheim 5-3

### Overige kruisingswedstrijden
- Inverleith - Amsterdam 1-5
- Frankfurt - Egara 0-1
- Lyon - Cardiff 5-1
- Benevenuta - Warta 4-3

## Finales

#### Finale
- Southgate - Uccle 3-2

#### 3de plaats
- Slavia - Rüsselsheim 2-4

#### 5de plaats
- Amsterdam - Egara 2-3

#### 7de plaats
- Frankfurt - Inverleith 4-2

#### 9de plaats
- Bra - Lyon 2-3

#### 11de plaats
- Warta - Cardiff 4-3

## Einduitslag
1. Southgate HC
2. Royal Uccle Sport THC
3. Rüsselsheimer RK
4. SK Slavia Praha
5. Club Egara
6. Amsterdam H&BC
7. SC 1880 Frankfurt
8. Inverleith HC
9. FC Lyon
10. HC Bra
11. KS Warta
12. Cardiff HC